# Siegfried Ferstl
Siegfried Ferstl, née le 19 août 1967 à Kelheim (Allemagne), est une duathlète et triathlète allemande, quadruple championne d'Allemagne de triathlon longue distance. 

## Palmarès
Le tableau présente les résultats les plus significatifs (podium) obtenus sur le circuit national et international de duathlon et de triathlon depuis 1996.
| Année | Compétition                                           | Pays      | Position           | Temps           |
| ----- | ----------------------------------------------------- | --------- | ------------------ | --------------- |
| 2001  | Championnats d'Allemagne de triathlon longue distance | Allemagne | Médaille d'or      | 8 h 28 min 34 s |
| 2000  | Championnats d'Allemagne de triathlon longue distance | Allemagne | Médaille de bronze | 8 h 31 min 7 s  |
| 1999  | Championnats d'Allemagne de triathlon longue distance | Allemagne | Médaille d'or      | 8 h 7 min 0 s   |
| 1999  | Allgäu-Triathlon                                      | Allemagne | Médaille d'or      | Timing          |
| 1998  | Championnats d'Allemagne de triathlon longue distance | Allemagne | Médaille d'argent  | 8 h 23 min 12 s |
| 1997  | Championnats d'Allemagne de triathlon longue distance | Allemagne | Médaille d'or      | 8 h 7 min 22 s  |
| 1997  | Powerman Spalt                                        | Allemagne | Médaille d'argent  | 5 h 0 min 31 s  |
| 1996  | Championnats d'Allemagne de triathlon longue distance | Allemagne | Médaille d'or      | Timing          |
| 1996  | Powerman Spalt                                        | Allemagne | Médaille d'or      | Timing          |